# قصر إغرغر
قصر إغرغر هو قصرٌ (قريةٌ محصنة) في المغرب، يقعُ في منطقة جهة درعة تافيلالت.  بني هذا القصر بتقنية التربة المدكوكة، حيثُ استعمل فيه الطين. تبلغ مساحته 2.73 هكتار.